# Гуняев, Георгий Михайлович
Гуняев Георгий Михайлович (1937—2013) — учёный в области материаловедения.
Родился 29 августа 1937 года в Москве. Окончил Московский авиационно-технический институт имени К. Э. Циолковского, инженер (1960), кандидат технических наук (1968), доктор технических наук (1976), профессор (1982), член-корреспондент Академии технологических наук Российской Федерации (1992).
С 1960 года работал во Всероссийском научно-исследовательском институте авиационных материалов (инженер, зам. начальника лаборатории, начальник отдела, начальник лаборатории, начальник научно-исследовательского отделения, советник Генерального директора).
Принимал непосредственное участие в разработке и организации новых производств, не имеющих аналогов, химических продуктов, таких как борные и углеродные волокна, нитевидные кристаллы. Под его руководством были разработаны композиционные материалы конструкционного и функционального назначения: углепластики КМУ-3, КМУ-4, КМУ-8, КМУ-13, боропластик КМБ-1, конструкционно-теплозащитные ВПТ-1 и материалы Гравимол, Гравимол В, фрикционный Термар и др.
Участвовал в разработке технологии применения этих материалов в комплексах «Буран», «Энергия», носитель «Протон», антеннах, платформ, фотоаппаратуры телескопов, солнечных батарей космических станций «Мир», «Альфа», в том числе межпланетных «Венера», «Вега», «Луна», искусственных спутников Земли «Молния», «Алмаз» и др.
Автор более 300 научных трудов, имеет более 110 авторских свидетельств на изобретение и патентов. Лауреат Государственной премии СССР (1974), Государственной премии Российской Федерации (2002), Премии Совета Министров СССР (1983), Премии Правительства Российской Федерации (1998).
Награждён Орденом Дружбы народов, медалями к ордену «За заслуги перед Отечеством I и II степени».

## Публикации
- Гуняев Георгий Михайлович. viam.ru. Дата обращения: 28 октября 2012.